# Witchblade
Witchblade ist eine seit 1995 monatlich erscheinende Comicreihe aus dem Top Cow-/Image-Comics-Verlag. Sie wurde erdacht von Marc Silvestri, David Wohl, Brian Haberlin und Michael Turner. Die deutsche Ausgabe erschien zuerst im Splitter Verlag, dann bei Infinity/Paperwerk und wird heute vom Panini Verlag verlegt.
Die ersten 25 Ausgaben wurden von Michael Turner gezeichnet. Als dieser sich seiner eigenen Serie Fathom zuwandte, übernahm Randy Green die künstlerische Leitung bei Witchblade. Ab dem Beginn von Witchblade – Neue Serie (US-Ausgabe Nr. 40) wurde die Serie von Keu Cha (Zeichnungen) und Paul Jenkins (Text) betreut. Neben der Hauptserie gibt es auch eine inhaltlich eher unabhängige Nebenserie namens Tales of the Witchblade und einige Crossovers, u. a. mit The Darkness, Wolverine, Tomb Raider, Fathom, Spawn und Vampirella.

## Handlung
Hauptperson der Reihe ist Sara Pezzini, eine New Yorker Polizistin, Trägerin der Witchblade, eines mystischen Artefakts mit übernatürlichen Fähigkeiten und hoher Gewaltbereitschaft, welche die Polizistin Pezzini nicht immer zähmen kann. Ihre wichtigsten Kontrahenten sind Kenneth Irons, der die Witchblade entdeckt hatte und diese für sich begehrt, obwohl das Artefakt als Trägerinnen nur Frauen akzeptiert, sowie Ian Nottingham, ein geheimnisvoller Martial-Arts-Spezialist, der gleichzeitig im Besitz des männlichen Pendants der Witchblade, dem Excalibur, ist. Später stellt sich heraus, dass es die Aufgabe der Witchblade ist, den ewigen Kampf zwischen der Darkness und der Angelus im Gleichgewicht zu halten, damit weder die Dunkelheit und noch das Licht gewinnen.
Im Januar 2017 wurde die Geschichte um Sara Pezzini beendet und im Dezember des gleichen Jahres startete die Serie neu, mit einer neuen Trägerin der Witchblade: die ehemalige Journalistin Alex Underwood, die als Ermittlerin für die Staatsanwaltschaft tätig ist.
Im Juni 2024 startete ein Reboot der Comicserie Witchblade, wieder mit Sara Pezzini im Mittelpunkt, aber mit einem neuen Ansatz an die Handlung. So war Sara Mitglied des US-Militärs, bevor sie mit der Polizeiausbildung, begann. Außerdem ist sie davon besessen, den Tod ihres Vaters aufzuklären.
Die Witchblade kann nur von Frauen getragen werden. In der Fernsehserie werden folgende Frauen als Trägerinnen genannt:
- Alex Underwood

- Danielle Baptiste
- Sara Pezzini
- Elizabeth Brontë
- Marie Curie
- Florence Nightingale
- Königin Isabella I. von Kastilien
- Johanna von Orléans / Joan of Arc
- Itagaki (Japanerin, die zur Itagaki-Samurai gehörte)
- Septima Zenobia
- Cathain (Keltische Göttin)
- Boudicca
- Kleopatra (Kleopatra VII. von Ägypten)
- Artemisia
- Myrine (Angebliche Königin der libyschen Amazonen, gründete die Stadt Myrne)

Der Armreif verwandelt sich in Gefahren-Situationen in verschiedene Waffen, wie z. B. in ein Schwert, einen Metall-Handschuh oder gar in einen ritterrüstungsähnlichen Ganzkörper-Schutz.
Der lateinische Name für die Witchblade ist Digitabulum Magae, der gälische Name Lan an Galig. Jede Trägerin der Witchblade hat einmal die Möglichkeit, die Zeit zurückzudrehen. Leider ist das aber auch mit einem (nicht ganz 100%igen) Erinnerungsverlust für diese Zeit verbunden.

## Tales of the Witchblade
Die Tales of the Witchblade enthalten in sich abgeschlossene Geschichten über frühere oder zukünftige Trägerinnen der Witchblade. Inhaltlich sind diese Geschichten von der Hauptserie relativ unabhängig. Vielmehr werden sie benutzt, um bestimmte Aspekte der Witchblade, die bislang nicht im Vordergrund standen, zu beleuchten.

## Fernsehserie
siehe Hauptartikel: Witchblade – Die Waffe der Götter
Von den Warner Bros. Studios wurde eine gleichnamige Fernsehserie mit 2 Staffeln mit je 12 Folgen produziert. Hauptpersonen sind Sara Pezzini (gespielt von Yancy Butler), Danny Woo (Will Yun Lee), Jake McCartey (David Chokachi), Kenneth Irons (Anthony Cistaro) und Ian Nottingham (Eric Etebari). Die deutsch synchronisierte Version lief im Januar bis Juni 2004 auf RTL II.

## Film
Für 2013 war eine, von der Fernsehserie unabhängige, Verfilmung in Planung. Über Regie, Besetzung und Handlung sind zum bisherigen Zeitpunkt noch keine weiteren Details bekannt.

## Animeserie und Manga
siehe Hauptartikel: Witchblade (Anime)
Ab April 2006 wurde im japanischen Fernsehen eine 24 Episoden umfassende Anime-Serie ausgestrahlt, welche von den GONZO-Studios produziert wird. Die Handlung wurde ins Japan des Jahres 2100 verlegt, dementsprechend spielen die Charaktere der ursprünglichen Story keine Rolle. Die Serie erschien in Deutschland auf 6 DVDs bei Panini Video.
Außerdem erschien in Japan auch ein Manga mit der Witchblade-Thematik. Ursprünglich als Umsetzung der Animeserie gedacht, entschieden sich die Macher dann für einen eigenständigen Handlungsbogen rund um eine neue Trägerin der Witchblade. Unter dem Titel Witchblade Takeru erschien die zwei Bände umfassende Manga-Serie in Deutschland ab 2007 ebenfalls im Panini Verlag.

## Soundtrack
Am 8. September 1998 erschien in den USA die CD Songs of the Witchblade: A Soundtrack to the Comic Books. Hierbei handelt es sich um eine Sammlung von Songs, die für diese CD geschrieben bzw. etwas umgeschrieben wurden, um dem Hörer die Atmosphäre des Comics näherzubringen.
Der Aufbau der CD ist am besten mit dem Begriff Musical zu umschreiben, wobei der Eindruck durch gestalterische Merkmale unterstrichen wird wie:
- Der Inhalt der Songs beschreibt Charakter/Episoden aus der Serie.
- Die Namen Sänger und Sängerinnen sind mit dem Bild des „verkörperten“ Charakters auf der Rückseite der Hülle neben der Tracklist platziert.
- Die Stücke, großteils von Babes in Toyland, werden durch Kommentare eines Sprechers verbunden.

Besonderheiten der CD sind:
- Das Booklet, das mit verschiedenen Covern der Heft-Serie auf der Innenseite als Hintergrund wurde.
- Das Cover des Booklets die Vorderseite, das es in 3 verschiedenen Versionen gibt.
- Der Hidden Track, in dem der Sprecher die CD beendet.

2005 erschien Witchblade: The Music. Diese Sampler enthält verschiedene Songs aus der Fernsehserie sowie Remixes einiger der verwendeten Lieder.
Zusätzlich wurde inzwischen auch der von Joel Goldsmith komponierte Score zur Fernsehserie veröffentlicht.